# Richard Draeger
Richard Arthur Draeger (Pasadena, 22 de septiembre de 1937-Novato, 8 de febrero de 2016) fue un deportista estadounidense que compitió en remo. Participó en los Juegos Olímpicos de Roma 1960, obteniendo una medalla de bronce en la prueba de dos con timonel.

## Palmarés internacional
| Juegos Olímpicos | Juegos Olímpicos | Juegos Olímpicos  | Juegos Olímpicos |
| Año              | Lugar            | Medalla           | Prueba           |
| ---------------- | ---------------- | ----------------- | ---------------- |
| 1960             | Roma (Italia)    | Medalla de bronce | Dos con timonel  |